# Yūzō Funakoshi
Yūzō Funakoshi (jap. 船越 優蔵 Funakoshi Yūzō; ur. 12 czerwca 1977) – japoński piłkarz występujący na pozycji napastnika.

## Kariera klubowa
Od 1996 do 2010 roku występował w klubach Gamba Osaka, Telstar, Shonan Bellmare, Oita Trinita, Albirex Niigata, Tokyo Verdy i SC Sagamihara.